# Јован Костов (лингвиста)
Јован Костов (рођен 1982. године у Ђевђелији, Северна Македонија) је лингвиста, истраживач у области информатичке лингвистике (аутоматска обрада језика) и македонске морфологије, наставник македонске лингвистике и граматике на Националном институту за оријенталне језике и цивилизације (INALCO) у Паризу, Француска.

## Биографија
Средње образовање завршио је 2000. године у Ђевђелији и уписао се на Универзитет Монпелије III на Одсеку за општу лингвистику и аутоматску обраду језикâ. Дипломирао је 2005. године, а магистрирао 2007. на теми „Дескрипција као текстуални прототип за аутоматску класификацију корпусâ" под менторством професора Жан-Марија Барбериса. Припрема докторску дисертацију из области информатичке лингвистике уз парадигме македонских глагола под менторством професорâ Патриса Поњана и Фросе Пејоске Бушеро.